# 杨飞飞 (音乐家)
杨飞飞，青年胡琴演奏家，歌手。曾获得全国青少年艺术新人大赛胡琴演奏金奖，毕业于沈阳音乐学院，2010年前往美国深造。在美期间曾受邀在纽约时代广场、联合国、巴克萊中心、中国驻纽约总领馆、纽约卡内基音乐厅、林肯中心、纽约时装周等舞台演出。

## 生平
杨飞飞毕业于沈阳音乐学院，并取得二胡表演硕士学位。后于2010年前往美国深造，其在美期间先后获得了普瑞特艺术学院艺术及文化管理硕士学位、艾德菲大学的语言教育学硕士学位。 
2012年至2016年，杨飞飞在纽约作为发起人创立了一个名为“FJ Music Fusion”的民乐组合，以中国传统民乐的表演方式进行演奏。其曾在联合国、中国驻纽约总领馆、林肯中心、卡内基音乐厅、纽约大都会博物馆、华盛顿表演艺术中心、费城美国独立日艺术节等场合表演。
2015年3月3日，杨飞飞受邀参加由美中友好协会和NBA布鲁克林蓝网队主办的第七届“星光璀璨，灿烂中华之夜”，并演奏摇滚版经典西乐《卡农》、美国流行音乐《Happy》以及中国乐曲《茉莉花》。这是中国民族器乐史上首次走进NBA赛场。杨飞飞認為「民族器乐承载着中国音乐的灵魂」，希望藉在美国主流赛事中演奏二胡和琵琶，让美国观众熟悉并爱上中国音乐，推动中国文化。同年，杨飞飞在美国发行了原创胡琴音乐专辑《弦舞》。
2016年2月1日，包括杨飞飞在内的六位艺术家在纽约卡内基音乐厅举办了“魅力–传统乐器现代诠释”新民乐音乐会。音乐会上，杨飞飞的表演結合中国传统乐器元素与爵士乐和电子音乐等西方元素。
2016年12月31日，杨飞飞作为歌手参加了纽约时代广场跨年演出，与就读于茱莉亚音乐学院的张若冰同台对唱。

## 作品列表
1. 《弦舞》
2. 《朱雀》
3. Peace (2016)
4. Tug of War
5. To Be (2017)